# Вальчюкайте, Милда
Милда Вальчюкайте (лит. Milda Valčiukaitė; род. 24 мая 1994, Вильнюс) — литовская гребчиха, выступающая за сборную Литвы по академической гребле с 2010 года. Бронзовая призёрка летних Олимпийских игр в Рио-де-Жанейро, двукратная чемпионка мира, чемпионка Европы, победительница и призёрка многих регат национального значения.

## Биография
Милда Вальчюкайте родилась 24 мая 1994 года в Вильнюсе, Литва. Заниматься академической греблей начала в 2007 году, проходила подготовку под руководством своего отца Томаса Вальчюкаса.
Дебютировала на международной арене в 2010 году, выступив в одиночках на юниорском мировом первенстве в Рачице. Год спустя на аналогичных соревнованиях в Итоне одержала победу в зачёте парных двоек.
В 2012 году в двойках стала чемпионкой мира среди юниоров, заняла четвёртое место на домашнем молодёжном мировом первенстве в Тракае.
Одним из самых успешных сезонов в её спортивной карьере оказался сезон 2013 года, когда она вошла в основной состав литовской национальной сборной и была лучшей на всех международных соревнованиях, в которых принимала участие: в парных двойках выиграла этап Кубка мира в Люцерне, европейское первенство в Севилье и мировое первенство в Чхунджу, отметилась победой на летней Универсиаде в Казани.
В 2014 году стала серебряной призёркой на двух этапах Кубка мира, получила серебро на чемпионате Европы в Белграде, в то время как на чемпионате мира в Амстердаме оказалась четвёртой.
В 2015 году в парных двойках выиграла серебряную медаль на европейском первенстве в Познани, победила на Универсиаде в Кванджу, заняла пятое место на мировом первенстве в Эгбелете.
Благодаря череде удачных выступлений удостоилась права защищать честь страны на летних Олимпийских играх 2016 года в Рио-де-Жанейро. Вместе с напарницей Донатой Виштартайте финишировала в программе парных двоек третьей позади экипажей из Польши и Великобритании — тем самым завоевала бронзовую олимпийскую медаль.
После Олимпиады Вальчюкайте осталась в составе гребной команды Литвы и продолжила принимать участие в крупнейших международных регатах. Так, в 2018 году в парных двойках она взяла бронзу на чемпионате Европы в Глазго и победила на чемпионате мира в Пловдиве.

## Награды
- Офицер ордена Великого князя Литовского Гядиминаса (2016)[4].
- Офицер ордена «За заслуги перед Литвой» (2013)[5].